# Acacia irrorata
Acacia irrorata är en ärtväxtart som beskrevs av Spreng.. Acacia irrorata ingår i släktet akacior, och familjen ärtväxter.

## Underarter
Arten delas in i följande underarter:
- A. i. irrorata
- A. i. velutinella